# Datenlogger

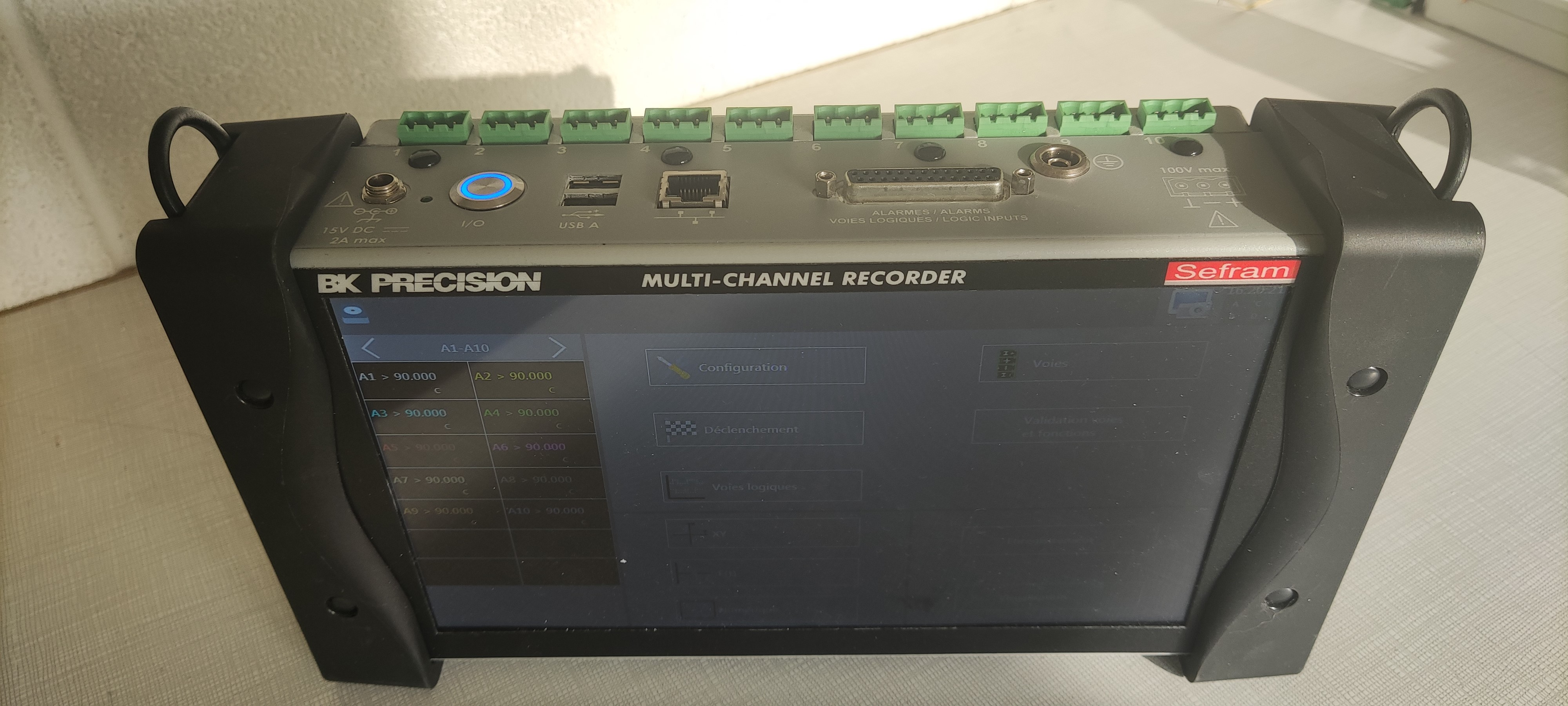
Der DAS240 kann bis zu 200 Kanäle mit einer Abtastung von bis zu 1 ms (1 kHz) aufnehmen.

Ein Datenlogger ist eine prozessorgesteuerte Speichereinheit, welche Daten in einem bestimmten Rhythmus über eine Schnittstelle aufnimmt und auf einem Speichermedium ablegt. 
Dies kann dann durch eine Software geschehen, wenn die zu loggenden Informationen beispielsweise innerhalb eines Computers schon in digitaler Form vorliegen und nur aufbereitet werden müssen. Sind die Informationen hingegen nur in nichtelektrischer Form vorhanden, so kann der Datenlogger aus einer speziellen mit Sensoren kombinierten Hardware bestehen, die physikalische Messdaten über eine bestimmte Zeit hinweg erfassen wie beispielsweise Temperaturen, Spannungen und Beschleunigungen. 
Die ersten digitalen Datenlogger entstanden in den frühen sechziger Jahren des zwanzigsten Jahrhunderts. Analoge Messschreiber hingegen existieren schon wesentlich länger.

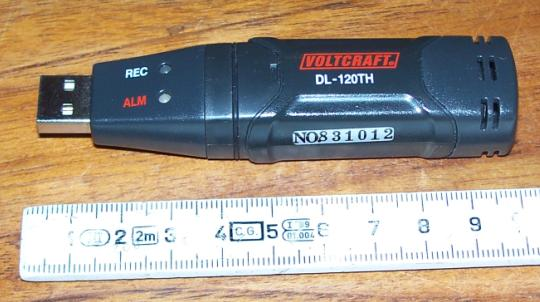
Feuchte- und Temperaturdatenlogger in Form eines USB-Sticks von Voltcraft

## Aufbau

Feuchte- und Temperaturkurven mit den möglichen Darstellungsmöglichkeiten

Ein Datenlogger besteht aus einem programmierbaren Mikroprozessor, einem Speichermedium, mindestens einer Schnittstelle und ein oder mehreren Kanälen zum Anschluss der Datenquelle wie z. B. Sensoren. Die Datenaufnahme erfolgt extern oder intern über eine herstellerabhängige Schnittstelle. Eine interne Schnittstelle liegt dann vor, wenn der Datenlogger mit einem Sensor z. B. einem Temperaturfühler eine Einheit bildet. Die Daten werden von dem Sensor direkt über die interne Schnittstelle an den Datenlogger weitergegeben und abgelegt. Jeder Datenlogger verfügt über mindestens eine externe Schnittstelle zur Aufnahme und Abgabe von Daten aus oder an die Umgebung. Im industriellen und maschinellen Umfeld sind RS-232, CAN und USB die gebräuchlichsten Schnittstellen.
Über Anschlüsse wie USB, D-Sub, Bluetooth, WLAN oder Industrieklemmen können beliebige externe Geräte, Sensoren oder Maschinen als Datenlieferant angeschlossen werden. Über diese Zugänge wird ein Datenlogger in der Regel auch für seinen Einsatz konfiguriert (z. B. Start- und Endzeit der Messung, Messintervalle usw.). Die Datenart ist zunächst nicht genauer spezifiziert. Je nach Einsatzgebiet können es Prozess- oder Sensordaten sein. Der Speicherrhythmus hängt von der konkreten Verwendung ab. Der Speichervorgang kann in genauen zeitlichen Abständen erfolgen oder jeweils im Moment der Datenerzeugung. In jedem Fall erfolgt der Speichervorgang immer voll automatisch.

## Sensor-Logger

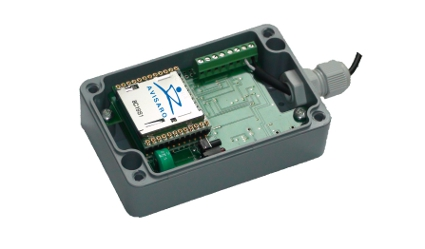
Datenlogger Cube (Avisaro 2.0) zur Speicherung von Sensor- und Prozessdaten

Für gezielte Anwendungen in der Sensorik werden Datenlogger und Sensor in einem Gerät verbaut. Über den Sensor werden die entsprechenden Messdaten, wie Temperatur, Luftdruck etc. erfasst. Durch einen Analog-Digital-Umsetzer werden diese Daten dann in „speichergerechte“ Daten gewandelt und auf dem Speichermedium gespeichert. Durch die Art der Speicherung kann einem möglichen Datenverlust (bei leerem Akku) vorgebeugt werden. Die erfassten Daten werden über die Schnittstellen (serielle Schnittstelle, USB, LAN, Bluetooth o. ä.) ausgelesen und mit geeigneter Software ausgewertet. Je nach gewünschten Messgrößen kann ein Datenlogger ein oder mehrere Kanäle besitzen, um gleichzeitig mehrere Sensoren anschließen zu können.

## Einweg-Logger
Für die Überwachung von Transporten wurden Einweg-Datenlogger entwickelt, um eine kosteneffiziente Lösung für Einmalanwendungen anzubieten. Die Lebensdauer dieser Geräte ist meist auf 1 Jahr beschränkt und ist vor allem dort sinnvoll, wo eine Rückführung der Geräte zu aufwendig wäre (Exportsendungen). Diese Temperaturlogger besitzen eine USB-Schnittstelle und kommen somit ohne zusätzliche Hardware aus. Dank der PDF-Auswertung (siehe unten) wird auch keine spezielle Software benötigt.

## PDF-Logger
Eine spezielle Variante der autonomen Datenlogger ist der PDF-Logger. Dieser erstellt beim Einstecken in eine USB-Schnittstelle automatisch ein PDF-Datei mit einem Text und einem Grafikteil der aktuellen Messdaten. Dem PC-Betriebssystem zeigt sich das Gerät dann als standard USB-Massenspeicher. Damit ist es möglich beim Empfänger weltweit, ohne Zusatzsoftware einen Report zu generieren. Diese Geräte werden für den Versand in der Kühlkette verwendet.

## Mini-Logger

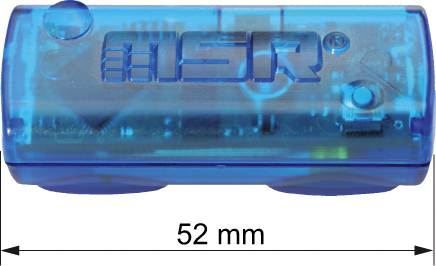
Mini-Datenlogger (MSR145) mit integrierten Sensoren für Temperatur, Feuchte, Druck, Beschleunigung und Licht

Mini-Datenlogger, oftmals auch USB-Logger genannt, haben ein kleines Format. Sie sind wahlweise mit internen oder externen Sensoren zum Aufzeichnen verschiedener Messgrößen ausgestattet, verfügen aber trotz ihrer kleinen Größe über eine hohe Speicherkapazität. Eingesetzt werden Mini-Logger überall dort in Industrie und Wissenschaft, wo die Größe ein wichtiges Kriterium ist: z. B. im Gesundheitswesen beim Patientenmonitoring, bei welchem der Patient den Datenlogger über längere Zeit tragen muss. In der Forschung werden Mini-Logger beispielsweise eingesetzt, um Beschleunigungskräfte auf den menschlichen Körper (z. B. Piloten, Fallschirmspringer etc.) zu messen. In der Wirtschaft kann es darum gehen, mit dem kleinen Logger unauffällig Transportüberwachung zu betreiben.
In Museen oder Galerien wiederum sind Mini-Logger zur Klimaüberwachung nötig. Um aussagekräftige Messwerte vom unmittelbaren Umgebungsklima des Objekts zu gewinnen, müssen die Logger ganz in der Nähe platziert werden. Dennoch sollen die Museumsbesucher die Logger möglichst nicht sehen, was für die Mini-Logger spricht. Die Messwerte der Mini-Logger lassen sich sowohl während der Messungen als auch nach ihrem Abschluss mittels USB auf einen PC übertragen.

## Unterwasser-Datenlogger
Unterwasserdatenlogger besitzen neben ihrem wasserdichten Gehäuse einen größeren Speicher für Messwerte und sind besonders stromsparend konstruiert. Dadurch können sie auch über Monate hinweg an schlecht zugänglichen Stellen im Einsatz sein und Daten sammeln. Nach einem Austausch des Speichers können die Daten wie bei normalen Datenloggern einfach über die Schnittstelle ausgelesen werden. Wasserdichte Datenlogger werden aber nicht nur in Gewässern verwendet. Sie werden z. B. auch in Herstellungsprozessen eingesetzt. Dabei kommt der Datenlogger zusammen mit dem Produkt in die Verpackung und überprüft ob die produktionswichtigen Größen wie z. B. der Druck oder die Temperatur eingehalten werden.

## Fahrzeugdatenlogger
Fahrzeugdatenlogger erfassen den aktuellen Fahrzeugzustand über digitale Eingänge, welche Zustandsänderungen des Fahrzeugs (Motor ein/aus, Fahrzeug beschleunigt, fährt, stoppt) sowie am Fahrzeug (Anhänger an-/abgehängt) und Fahrzeuganbauteilen (Schneepflug oben/unten, Streusalz an/aus) erfassen und über eine Schnittstelle oder mobil ausgelesen werden können. Durch die zusätzliche Erfassung von GPS-Signalen ist eine spezifische Zuordnung der Zustandsänderungen möglich – am Beispiel Streufahrzeug: Wann wurde welcher Straßenabschnitt wie geräumt. Fahrzeugdatenlogger sind in der Regel gut erreichbar im Fahrzeug für Fahrer/Servicepersonal verbaut bzw. mit einer Basisstation verbunden, um diesen auch manuell entnehmen und auslesen zu können, falls diese nicht mobil abgerufen werden.
Manche Fahrzeughersteller bieten ihren Werkstätten Datenlogger an, die bei sporadisch auftretenden Problemen im Kundenfahrzeug installiert werden. Der Fahrer kann während der Fahrt einen Taster betätigten und so eine Datenaufzeichnung auslösen, die dann im Nachhinein analysiert werden kann.

## Abgrenzung zum Fahrzeugdiagnosesystem

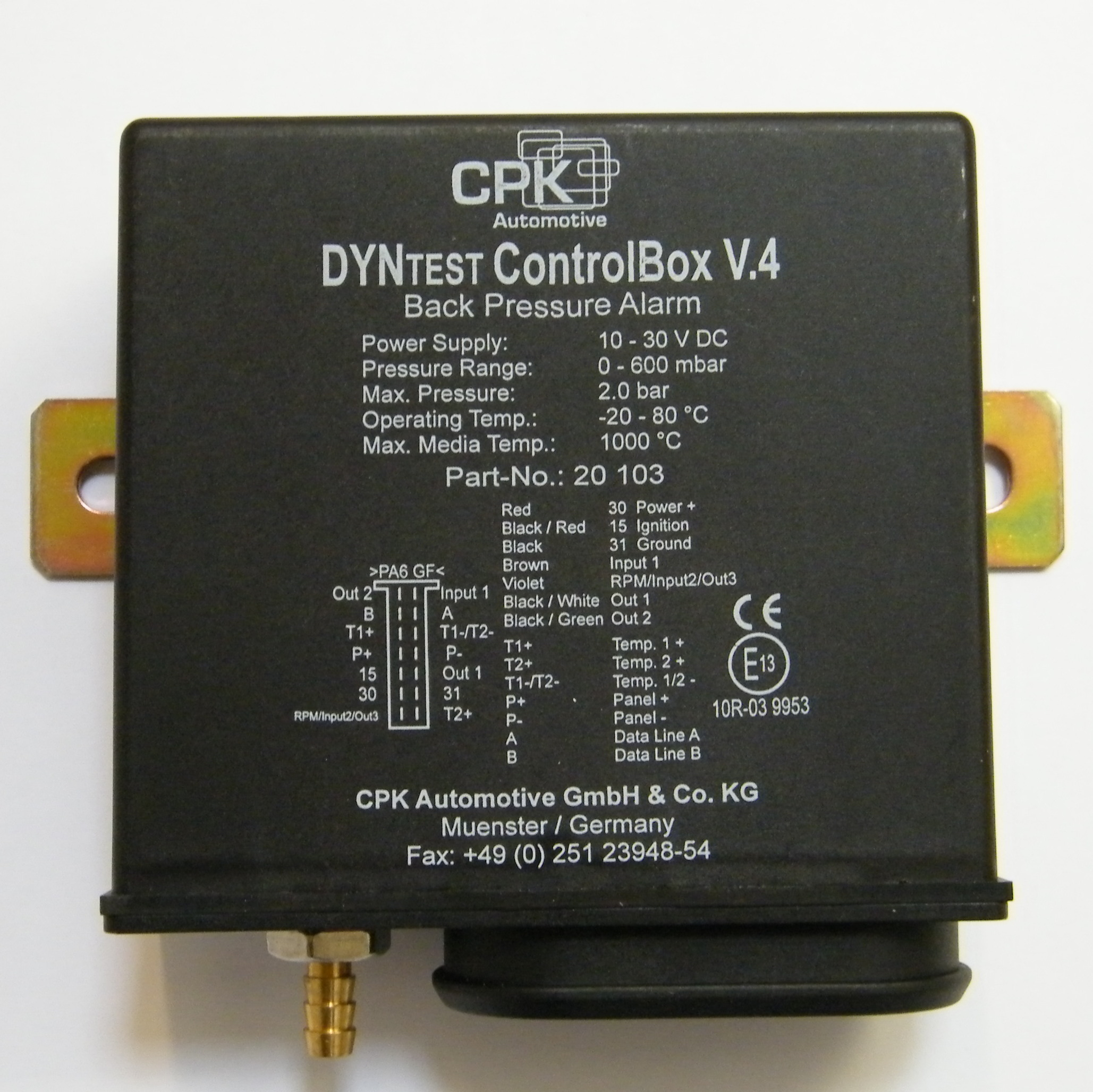
Datenlogger für Diesel-Partikelfilter. DYNTEST System von CPK Automotive. U.a. mit Temperatur- und Drucksensor

Der Begriff Datenlogger wird vor allem in der Automobilbranche häufig mit dem Begriff Fahrzeugdiagnosesystem verwechselt. Dabei bieten Datenlogger im Normalfall hauptsächlich Funktionalität zum Aufzeichnen von Messwerten und anderen Daten. Fahrzeugdiagnosesysteme gehen darüber hinaus und beherrschen Datenreduktion, Aufbereitung und Visualisierung der Daten sowie andere Funktionalitäten, die den Benutzer bei der Analyse unterstützen.

## Spezifikationen

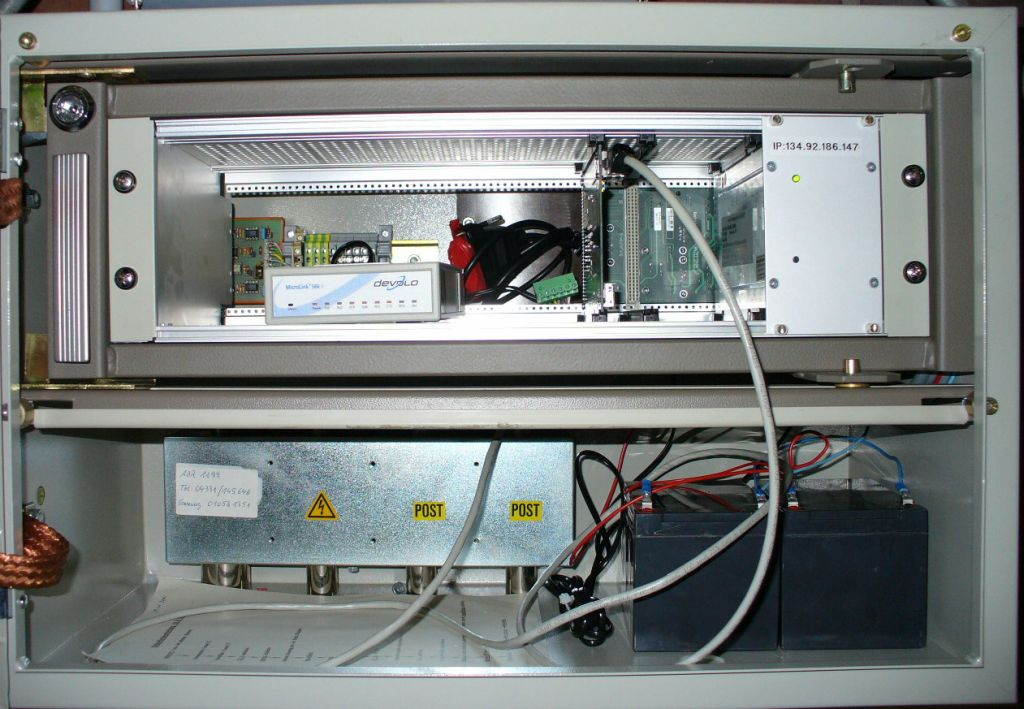
Professioneller Datenlogger (MWS3) auf Linux-Basis zur Erfassung von Umweltparametern im ODL-Messnetz

Man muss unterscheiden zwischen Loggern für den „Hausgebrauch“ und Loggern für den professionellen Einsatz. Letztere verfügen u. a. über folgende Eigenschaften:
- ein Kalibrierzertifikat, rückverfolgbar zu einer akkreditierten Kalibrierstelle
- haben eine wesentlich höhere Robustheit
- besitzen „Excite“ Ausgänge, um aktive (strombenötigende) Sensoren anschließen zu können
- haben parametrierbare Eingänge
- verfügen über weite Eingangsspannungsbereiche
- besitzen eine eigene präzise Uhr
- erweiterte Temperaturbeständigkeit
- besitzen einen oder mehrere Alarmausgänge
- verfügen über extensive Möglichkeiten zur Triggerung (z. B. ereignisgesteuerter Start der Aufzeichnung)
- besitzen Möglichkeiten zur Vernetzung und Fernsteuerung
- es besteht ggf. die Möglichkeit zur Fernabfrage
- haben eine hohe Genauigkeit und Langzeitstabilität und eine hohe Speicherkapazität
- die Ein/Ausgänge sind standardisiert
- verfügen über die Möglichkeit, beliebige (herstellerunabhängige) Sensoren anschließen zu können
- verfügen über eine Batterie/Akku um Stromausfälle zu überbrücken.

## Heartbeat-Signal
Bei besonders kritischen Anwendungen kann der Datenlogger mit einem Heartbeat-Signalgeber ausgestattet sein, so dass das Überwachungspersonal über einen möglichen Ausfall zeitnah informiert wird. Dies kann z. B. eine SMS sein, die über Mobilfunk abgesetzt wird.